# Girlfriends (revista)
Girlfriends era una revista estadounidense para mujeres que empezó a publicarse en 1993 y que ofrecía cobertura crítica de la cultura, el entretenimiento y los eventos mundiales desde una perspectiva lésbica.

## Historia
Fue fundada por cinco mujeres: Jacob y Diane Anderson-Minshall, Heather Findlay, Bonnie Simon y Zannah Noe. También ofrecía consejos sobre relaciones, salud y viajes. Publicado mensualmente desde San Francisco desde 1993, Disticor lo distribuyó a nivel nacional. Tenía el mismo editor que la revista erótica lésbica On Our Backs, pero se distanció de su contraparte pornográfica al negarse a publicar anuncios sexuales. La revista Girlfriends dejó de publicarse en 2006.
Una de las características principales de la revista fue su lista anual sobre las mejores ciudades para vivir para una lesbiana, que se comenzó a publicar en 1994. La revista también contaba con un servicio de contactos personales en línea a través de su sitio web mientras aún estaba en funcionamiento.